# 1286년

## 연호
- 원(元) 지원(至元) 23년
- 일본(日本) 고안(弘安) 9년
- 쩐 왕조(陳朝) 쭝흥(重興) 2년

## 기년
- 원(元) 세조(世祖) 27년
- 고려(高麗) 충렬왕(忠烈王) 12년
- 쩐 왕조(陳朝) 인종(仁宗) 8년

## 사건
- 4월 30일 - 캔터베리 대주교 요하네스 페캄이 옥스퍼드에서 토마스 아퀴나스의 철학적 신학적 명제들을 정죄하다.

## 사망
3월 19일 - 알렉산더 3세 (스코틀랜드)